# Doris Singleton
Doris Singleton (Brooklyn (New York), 29 september 1919 - Los Angeles, 26 juni 2012) was een Amerikaans actrice. Zij was bekend om haar rol als de buurvrouw Caroline Appleby in de televisieserie I Love Lucy.
Ze was getrouwd met scenarioschrijver en regisseur Charles Isaacs van 1942 tot zijn dood in 2002. Het echtpaar bleef kinderloos. Ze stierf aan de gevolgen van kanker op 92-jarige leeftijd.

## Filmografie
- Terror at Midnight (1956)
- Affair in Reno (1957)
- Voice in the Mirror (1958)
- The Boy Who Stole the Elephant (1970)
- Amelia Earhart  (1976)
- Lucy Moves to NBC (1980)
- Deadly Messages (1985)

## Televisieseries
- I Love Lucy (1953-1957), 10 afleveringen
- Adventures of Superman (1953)
- The Loretta Young Show (1954)
- Alfred Hitchcock Presents (1955)
- The Bob Hope Show (1955)
- The Great Gildersleeve (1955), 4 afleveringen
- The Bob Cummings Show (1955)
- The People's Choice (1956 en 1957)
- Matinee Theatre (1956)
- Schlitz Playhouse (1956)
- Perry Mason (1957 en 1958)
- State Trooper (1957 en 1958)
- Richard Diamond, Private Detective (1957)
- Blondie (1957)
- Whirlybirds (1957)
- Frontier Doctor (1958)
- Trackdown (1958)
- Mike Hammer (1958)
- The Danny Thomas Show (1958)
- The Thin Man (1959)
- Peck's Bad Girl (1959)
- Angel (1960-1961), 18 afleveringen
- Tightrope (1960)
- Mr. Lucky (1960)
- The Ann Sothern Show (1960)
- Man with a Camera (1960)
- The Dick Van Dyke Show (1962, 1964 en 1965)
- Hazel (1962 en 1963)
- McKeever & the Colonel (1962)
- Gunsmoke (1962)
- Checkmate (1962)
- Pete and Gladys (1962)
- The Gertrude Berg Show (1962)
- The Red Skelton Hour (1963 en 1965)
- Bob Hope Presents the Chrysler Theatre (1963 en 1964)
- Twilight Zone (1963)
- My Three Sons (1964-1970), 8 afleveringen
- Mona McCluskey (1965)
- The Fugitive (1965)
- The Munsters (1965)
- The Lucy Show (1966 en 1967)
- The F.B.I. (1966)
- Hogan's Heroes (1967 en 1968)
- Gomer Pyle, U.S.M.C. (1967)
- Here's Lucy (1968, 1972, 1973 en 1974)
- Family Affair (1968)
- Walt Disney's Wonderful World of Color (1970)
- The Debbie Reynolds Show (1970)
- Marcus Welby, M.D. (1971)
- All in the Family (1971)
- Make Room for Granddaddy (1971)
- Love, American Style (1972)
- Cannon (1975)
- Days of Our Lives (1976)
- Phyllis (1976)
- Quincy M.E. (1978)
- Dynasty (1982)
- Just Our Luck (1983)